# مسیحیت و فلسفه یونانی
پدران اولیهٔ کلیسا غیریهودی، یونانی و رومی بودند. آنان وقتی مصمم شدند ایمان مسیحی را به معاصران خود معرفی کنند،  ناگزیر بودند آن را در چارچوب الگوهای فکریِ رایجِ جامعهٔ خودْ بیان کنند، یعنی در چارچوب و مفاهیم فلسفهٔ یونان.
در آن دوران، سه مکتب عمدهٔ فلسفی وجود داشت که بر آثار نویسندگان مسیحی تأثیر می‌گذاشت: فلسفهٔ افلاطونی که افلاطون (متوفی در ۳۷۴ ق. م.) بنیان‌گذار آن بود - او خود شاگرد سقراط بود (متوفی در سال ۳۹۹ ق. م.). فلسفهٔ ارسطویی که ارسطو (متوفی در سال ۳۲۲ ق. م.) شاگرد افلاطون بنیان گذاشته بود و رواقی‌گری که زنون بنا نهاده بود (متوفی در سال ۲۶۳ ق. م). هرچند این مکاتب، مجزا باقی ماندند، اما در دوران آغاز مسیحیت عمیقاً بر یکدیگر تأثیر گذاشتند. در قرن دوم متفکری افلاطونی در واقع به ترکیبی از هر سه فلسفهٔ افلاطونی، ارسطویی و رواقی‌گری باور داشت، اما فلسفهٔ افلاطونی بر نظام فکری او غالب بود.
در قرن سوم، شکل تجدیدنظریافتهٔ فلسفهٔ افلاطونی به‌نام «فلسفهٔ نوافلاطونی» توسط آمونیوس ساکاس و فلوطین پا به عرصهٔ اندیشه گذاشت. این فلسفه بر فراباشندگیِ کاملِ خدا تأکید داشت و تا مدتی رقیبی برای ایمان مسیحی محسوب می‌شد که در آن زمان به‌سرعت در حال رشد بود. این فلسفه از قرن چهارم به بعد بر بسیاری از متفکرین مسیحی نیز تأثیر گذاشت.
مسئلهٔ بنیادین برای افلاطون و ارسطو، تمایزِ بینِ «بودن» و «شدن» بود. آنان باور داشتند همه چیز در این جهان تابع تغییر و فساد است. هیچ چیز تغییر ناپذیر نیست. هستی امور نه تنها بدون تغییر نمی ماند بلکه همواره در حال تغییر و شدن (صیرورت) است. چنانکه فیلسوف باستان می‌گوید: «شما نمی‌توانید دوبار در یک رودخانه بپرید زیرا بین پریدن‌ها رودخانه تغییر می‌کند». افلاطون بر این باور بود که در تقابل با این دنیای در حال تغییر که همواره در حال «شدن» و دگرگونی است، قلمروی از «هستی» وجود دارد که جاودانی و تغییرناپذیر است. تضاد بین دو قلمروِ متمایز، به‌روشنی در آموزهٔ «ثُمُلِ» افلاطون مشهود است. از نظر او یک مُثُل یا شکل جاودانی و تغییرناپذیر از «انسان» وجود دارد. شخصیت‌های‌منفرد انسانی صرفاً سایه‌هایی شبح‌گونه از این «مُثُلِ» جاودانی‌اند، و نه انسان خاکی، بلکه مُثُل، واقعی است؛ بنابراین رابطهٔ بین انسانِ «مُثُل» و انسان خاکی را می‌توان به رابطهٔ مُهرِ طلا و نقشی که بر موم می‌گذارد تشبیه کرد، که در این تشبیه، مُهرِ طلا «مُثُلِ» انسان است و نقش‌های مانده بر موم، انسانِ خاکی. پس تصویرِ مُهر است که «واقعی» است نه نقش‌های مانده برموم. بدین‌سان واقعیتْ قلمروِ «هستیِ» تغییرناپذیر و جاودانی است و این جهان در حال تغییر و «شدن» چیزی نیست جز انعکاس سایه‌وار واقعیت.
در آغاز دوران مسیحیت بخش عمده‌ای از فلسفهٔ یونان بر اساس فلسفهٔ افلاطونی و ارسطویی بنا شده بود که صریحاً تأکید بر وجود خدایی فراتر از انسان و متعالی داشت. این یکتاگراییِ فلسفی برای دفاعیونِ مسیحی نقطهٔ ایجاد تماس با فلسفهٔ یونانی بود. اما در این مورد مشکلی وجود داشت. خدای فلسفهٔ یونان متعلق به قلمرو «هستیِ» لایتغیر، و نتیجتاً تغییر و تبدیل‌ناپذیر بود. این امر بدین معنی بود که او نمی‌توانست هیچ‌گونه تماسی مستقیم با این جهان متغیر و در حال «شدن» داشته باشد. او همچنین تأثرناپذیر بود یعنی تحت تأثیر عواطف و احساسات قرار نمی‌گرفت. پدران اولیهٔ کلیسا ناگزیر بودند به‌شکلی تناقضِ بینِ مفهوم خدا در فلسفهٔ یونان و مفهوم خدا در کتاب‌ مقدس را حل کنند.
از آنجا که خدای فلسفهٔ یونان تأثرناپذیر و متعلق به قلمرو «هستی» بود، نمی‌توانست تماسی مستقیم با این جهان داشته باشد؛ بنابراین برای تماس با این جهان به یک واسطه نیاز داشت . یکی از واژگان رایج که در فلسفهٔ یونان برای این اصل یا قدرتِ واسط به‌کار می‌بردند، لوگوس بود که هم به معنای خِرَد است و هم «کلمه». برای مثال، مفهوم خدای واحد حقیقی، که «کلمه» واسطهٔ ارتباط او با جهان بود، مشابه باب اول انجیل یوحنا است، و برای دفاعیون مسیحی نقطهٔ تماسی با فلسفهٔ یونان به‌وجود می‌آوَرد. اما همچنان مشکلاتی وجود داشت. وجود «کلمه» ضرورت داشت نه به‌خاطر وجود گناه در این جهان، بلکه چون خدا نمی‌توانست مستقیماً با جهان در حال تغییر و تبدیل ارتباط داشته باشد، به‌علاوه «کلمه» در فلسفهٔ یونان به‌وضوح از خدا جدا بود و شأن و مرتبتی پایین‌تر از او داشت. این طبیعتاً باعث سلب الوهیت از «کلمه» می‌شد، مشکلی که الهیاتِ مسیحیِ قرنِ چهارم با آن روبه‌رو بود.
تفکر فلسفی یونان غالباً دیدگاهی منفی نسبت به جهان داشت. جهان، فانیْ، گذرا و در حال تغییر بود. طبق فلسفهٔ یونان وجودی الهی و دون‌شأن‌تر از خدا، این جهان را از ماده‌ای ازلی آفریده بود؛ بنابراین این جهان، خلقتِ خدای متعالی و برتر نبود. فلاسفهٔ یونان معمولاً با این جهان برخوردی ریاضت‌مأبانه داشتند و می‌کوشیدند در بند مسائل آن نباشند. اگرچه این نحوهٔ برخورد مشابهت‌هایی با نگرش عهدِجدید داشت اما انگیزهٔ آن اساساً متفاوت بود. تفکر یونانی جهان مادی را خوار می‌شمرد زیرا ماده، و در حال تغییر بود. همان‌گونه که پولس رسول در آتن دریافت، مفهومی چون رستاخیز جسم اساساً با تفکر یونان در تضاد بود (اعمال رسولان ۱۷:۳۲).
فلاسفهٔ یونان انسان را موجودی دو بعدی می‌پنداشتند که از روح و جسم تشکیل شده‌است. جسم به این جهان در حال تغییر و «شدن» تعلق دارد اما روح «بارقه‌ای الهی» از قلمرو هستیِ لایتغیر است و ماهیتی «عقلانی» دارد. همان‌گونه که کلمهٔ الهی یا لوگوس در کائنات مسکن دارد و آن را کنترل می‌کند، به همین شکل لوگوسی کوچک (کلمه یا خِرَد) نیز در بدن مسکن دارد و آن را کنترل می‌کند. شخصیت «واقعیِ» انسان روح او است، بدن خانه یا جامه‌ای است که شخص در آن به‌سر می‌برد. در واقع جسم همچون زندان و قبری برای روح پنداشته می‌شد. سرنوشت غائی روح که غیرفانی است همانا رهایی از بند جسم است. سرنوشت انسان «خداگونه» شدن است، یعنی اینکه در نهایت به شباهت خدا درآید و این شامل تأثرناپذیر شدن است یعنی اینکه فاقد هرنوع احساس و عاطفه‌ای بشود.
فلسفهٔ یونان از بسیاری جهات به مسیحیتِ کتاب‌مقدس نزدیک شد اما در عین‌حال نگرشی مستقل باقی ماند. یونانی‌ها به باور یکتاپرستی رسیده بودند اما تصویری که از خدایی تغییر و تأثرناپذیر داشتند با خدای کتاب‌مقدس که انسان می‌شود و رنج می‌بَرَد، متضاد بود. تفکر یونان از «کلمه‌ای» سخن می‌گفت که نقش واسطه داشت اما این مفهوم با تصویر کتاب‌مقدس از مسیح بسیار متفاوت بود. یونانی‌ها پی برده بودند که امور جهان چنانکه باید به قاعده نیست اما ریشهٔ مشکل را نه در نااطاعتی از خدایی شخصیت‌مند بلکه در تغییر و تبدیلِ حاکم بر جهان می‌دیدند. تفکر یونانی بر نیاز انسان به «نجات» و «رستگاری» صِحِه می‌گذاشت اما آن را متفاوت از آنچه در انجیل آمده درک می‌کرد.
وظیفهٔ پدران کلیسای اولیه بود که ایمان مسیحی را در پرتو تفکری که از یونانیان به ارث برده بودند، بیان کنند. بدین معنا که ایمان مسیحی را بدون تغییر و تحریف، در قالب واژگان یونانی تبیین کنند، و در مجموع موفق نیز شدند. بدین‌سان تفکر یونانی به‌مرور زمان تبدیل به تفکر مسیحی شد. در طی این فرایند بسیاری از عناصر فلسفیِ یونانیِ متضاد با مسیحیتِ کتاب‌مقدسی، ریشه‌کن شدند. اما این فرایند یک‌طرفه نبود و فقط تفکر یونانی نبود که متحول شد بلکه مسیحیت نیز به روش فلسفیِ یونان مورد درک و مشاهده قرار گرفت. عناصری از تفکر یونان که متضاد با مسیحیت کتاب‌مقدسی بودند، حفظ موجودیت کردند و بر نگرش مسیحی تأثیر گذاشتند. مسیحیت خدا را کماکان وجودی تأثرناپذیر می‌دید و ریاضت‌گرایی نیز بر مبنای همان آرمان تأثرناپذیری بنا شده بود. اما به‌هرحال پدران قرون اولیهٔ کلیسا نیز انسان بودند بنابراین ماحصل تفکرات‌شان نیز کامل نبود. ما نیز نمی‌توانیم دستاوردهای قابل‌توجه آنان را حقیر بشماریم یا ادعا کنیم که اگر ما بودیم می‌توانستیم به نتایج بهتری دست یابیم.